# Didier Béguin (homme politique)
Pour les articles homonymes, voir Didier Béguin et Béguin.
Didier Béguin, né le 24 mai 1942 à Villefranche-d'Allier dans le département de l'Allier, est un homme politique français.

## Mandat national
Il est élu député de la deuxième circonscription de la Nièvre lors de la Xe législature du 2 avril 1993 au 21 avril 1997.

## Mandats locaux
- Maire de Cosne-Cours-sur-Loire de 1989 à 2008[1].
- Conseiller général du canton de Cosne-Cours-sur-Loire-Sud de 1989 à 2008[1].